# Sensodyne

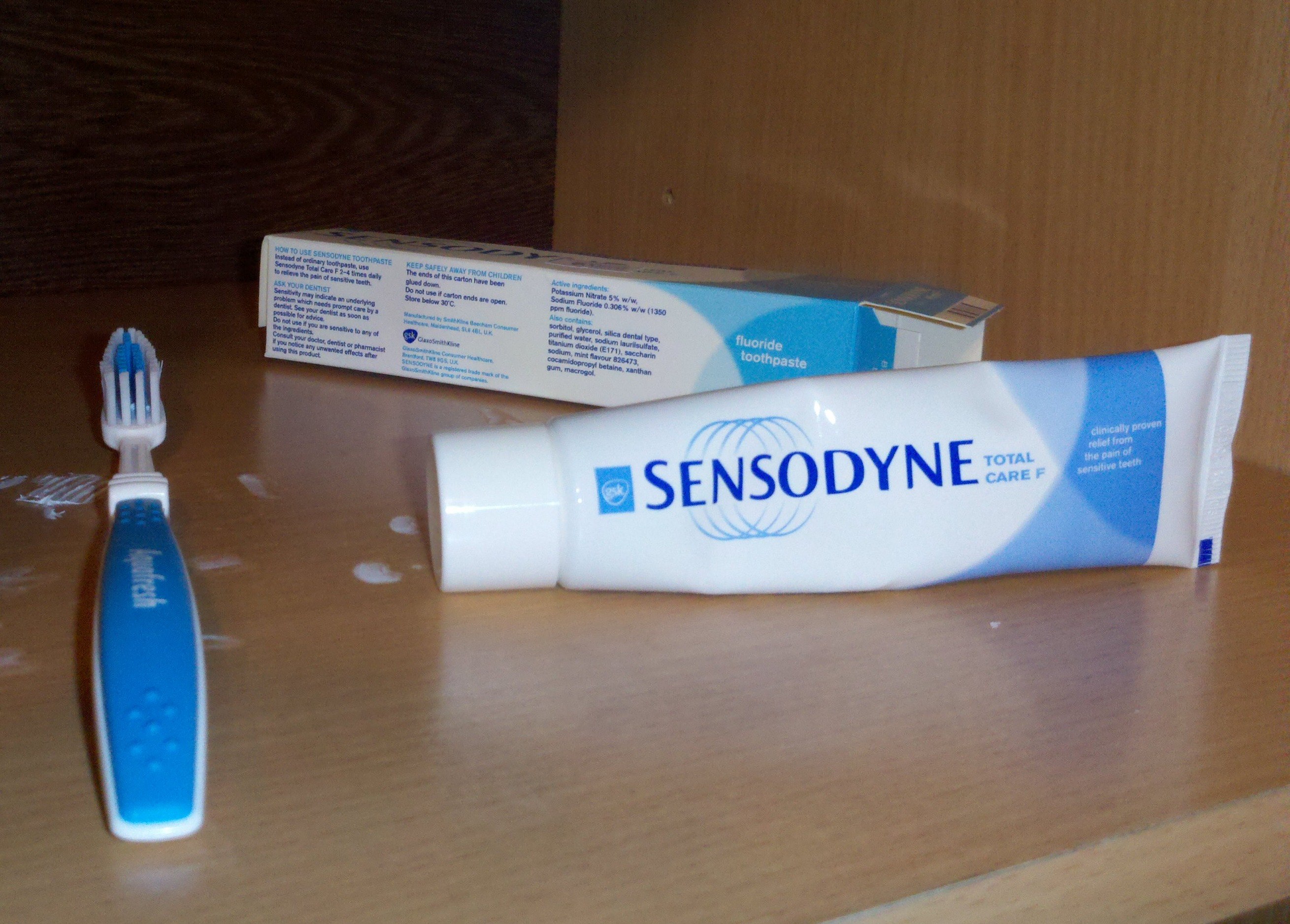
Sensodyne TOTAL CARE F

Sensodyne é uma marca de creme dental comercializada para pessoas com dentes sensíveis  e / ou hipersensibilidade dentária. É uma marca registrada da GlaxoSmithKline, que a adquiriu em 2001 na compra da Block Drug que desenvolveu o produto.
A Sensodyne tem duas linhas principais de produtos: para sensibilidade e para erosão ácida. Ambos os produtos vêm em uma variedade de sabores e com a opção de branqueamento.

## Ligações Externas
- Site oficial da Sensodyne